# Moto Guzzi Nevada
La Nevada è una motocicletta di tipologia custom/cruiser prodotta dalla Moto Guzzi, che fa risalire le sue origini al 1991 (con questo nome), come versione custom del V35. Dal 1999 è stata prodotta solo nella versione da 750 cc. Ne viene interrotta la produzione nel 2016.
Una versione speciale denominata "Anniversario", è uscita nel 2010 per i 90 anni della casa di Mandello, rimanendo in produzione fino al 2013. 

## Storia
L'origine della Nevada va ricercata in un'altra motocicletta, anche lei molto conosciuta, la V35 Florida. Nata come versione a basso costo d'esercizio della versione da 650 cm³, era anche una versione priva di accessori, che comunque potevano essere aggiunti a pagamento. Quando tuttavia la Florida di maggior cilindrata fu tolta di produzione, la 350 cm³ riscuoteva ancora un certo successo, e date le numerose richieste pervenute, convinse la Moto Guzzi a riprendere la produzione.
Per ragioni commerciali e di marketing, fu deciso di cambiargli il nome sulla scia dei nomi di stati USA, che peraltro si addicevano particolarmente al tipo di motocicletta; quindi dopo California, Florida, ecco arrivare nel 1991 il Nevada. Al nuovo V35 fu concesso un restyling che consentirà poi di arrivare sino ai primi anni 2000 e ad essere il custom italiano più venduto in Italia. Infatti fu aggiornato, oltre che nel look, anche nella componentistica, a beneficio della comodità e persino della propaganda, in quanto le nuove tecnologie elettroniche allora imperanti, erano molto influenti anche in materia di considerazioni di acquisto.

### La 750
La versione di maggiore cilindrata all'inizio sembrò impensabile da produrre, anche per quanto riguarda l'IVA aggiuntiva da pagare, poi fu disponibile la versione 750 Nevada di 750 cm³ appunto, motore che era già montato su varie versioni (da Tutto Terreno a stradali, a turismo) tanto da essere considerato un optional (neanche c'era il nome Nevada, ma era un'aggiunta) montabile su un normale telaio.
Allora, dato il buon riscontro commerciale, pur se cessata la produzione del 350 cm³ nel 1999, fu deciso di iniziare a produrre un nuovo Nevada solo da 744 cm³, e nel 2004 arriva il restyling con due importanti novità; il nuovo motore con l'iniezione elettronica digitale a scarica induttiva Magneti Marelli–Digiplex e i nuovi freni Brembo con disco anteriore flottante serie oro di 320 mm di diametro in acciaio inox e pinza fissa a 4 pistoncini differenziati. Un restyling nel 2010 con la versione bicolore Anniversario. 
Nel 2012 è stato presentato il nuovo bicilindrico ad alimentazione singola da 51 CV.

### Versione per la P.A.
Come per molte Moto Guzzi, col tempo fu resa disponibile la versione per le forze dell'ordine, la cosiddetta P.A., con tipica colorazione bianco blu ed azzurro a seconda della fornitura all'ente pubblico, e che ancora equipaggia la Polizia stradale a Cuba.

## Modelli
- V35 Nevada (92 - 94)
- 750 Nevada (92 - 93)
- 350 Nevada NT (94 - 97)
- 750 Nevada NT (94 - 97)
- Nevada 350 Club (99)
- Nevada 350 NT PA
- Nevada 750 Basic (98 - 99)
- Nevada 750 Club (98 - 99)
- Nevada 750 NT PA
- Nevada 750 Club (02 - 06)
- Nevada 750 Classic i.e. (04 - 09)
- Nevada Anniversario (744 cm³) (2010 - 2013)
- Nevada 750 Classic
- Nevada 750 Aquila nera